# U d'Andròmeda
U d'Andròmeda (U Andromedae) és una estrella variable a la constel·lació d'Andròmeda, a una distància aproximada de 2.200 anys llum. És una estrella de tipus espectral M6e i es classifica com a variable Mira.
U d'Andròmeda és la designació variable d'aquesta estrella. La seva brillantor varia en diverses magnituds amb un període mitjà de 347,7 dies, tot i que la longitud exacta de cada cicle és una mica variable. De la mateixa manera, la magnitud de cada màxim i mínim varia. La magnitud aparent mitjana és d'11,6, amb una magnitud màxima mitjana de 9,9. Els màxims més brillants registrats són a la magnitud 9,0 i els mínims més dèbils a la magnitud 15,0. La pujada a la brillantor màxima és més ràpida que la caiguda a la mínima, ocupant de mitjana el 40% del període.
La gran amplitud, llarg període i forma de la corba de llum fan que U d'Andròmeda es classifique com a variable Mira, un tipus d'estrella de la branca asimptòtica de les gegants (AGB) polsant. La seua variabilitat va ser observada per primera vegada per Thomas D. Anderson durant el 1894 i el 1895. Les estrelles AGB han esgotat tant l'hidrogen com l'heli en els seus nuclis i no són prou massives per fusionar carboni i oxigen, de manera que fusionen erròniament closques d'heli i d'hidrogen fora del nucli.